# Sierra de la Cresta del Gallo
La sierra de la Cresta del Gallo es una sierra de América Central que atraviesa el norte de Guatemala y el centro de Belice. Su pico más alto es el Victoria de 1 122 m s. n. m. cerca del pueblo de Dangriga. Recorre 16 kilómetros de longitud, en dirección este a oeste, como parte integrante de los montes Maya. Esta sierra forma parte de la sierra de mayor tamaño y parte integrante de los Andes Centroamericanos: la sierra de Chamá.